# Tottenham

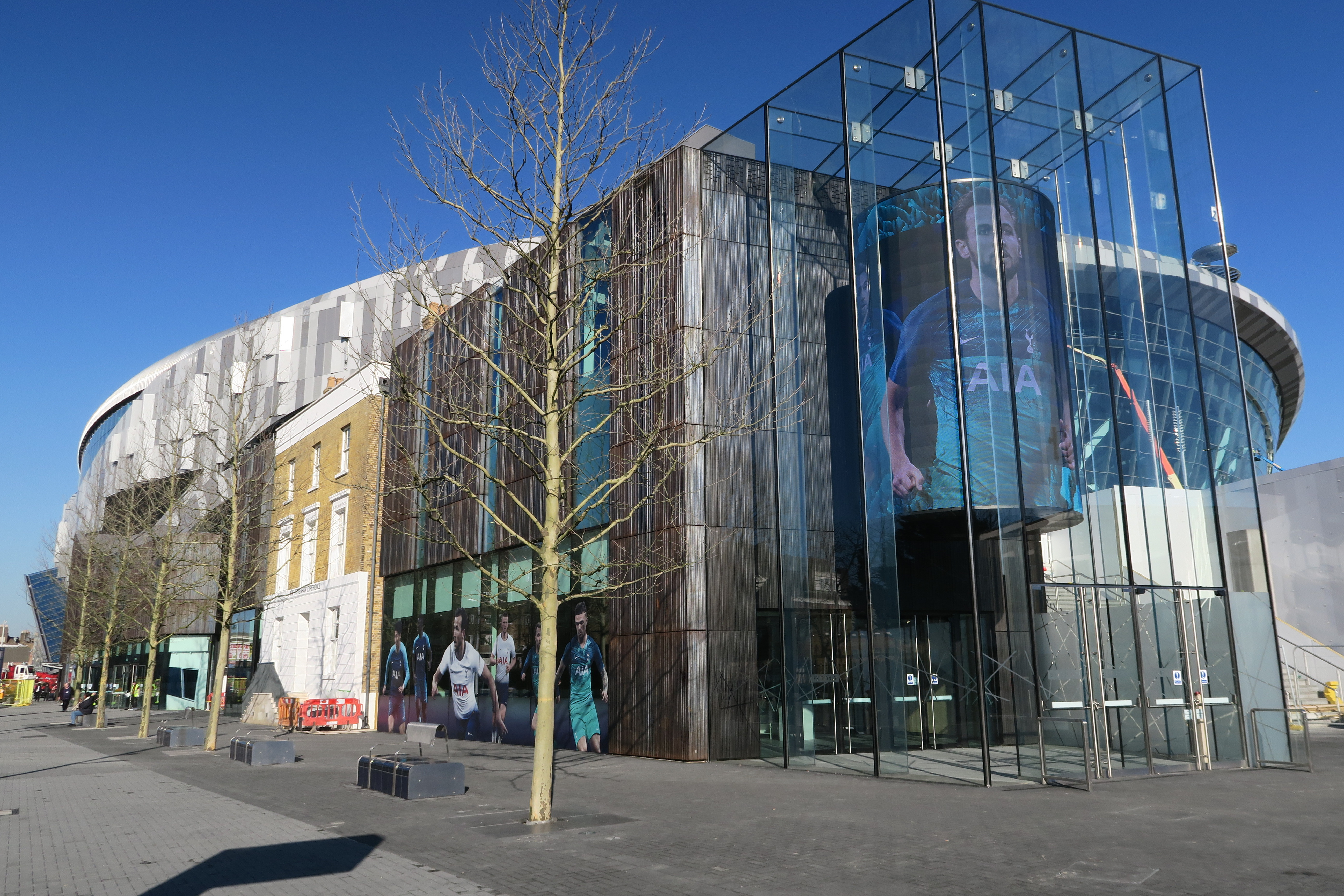
Tottenham Hotspur Stadium

Tottenham är ett område i norra London som är en del av kommunen Borough of Haringey.
Historiskt har området varit bebott i tusentals år.
Området är förmodligen mest känt som hemvist för fotbollsklubben Tottenham Hotspur FC. Här föddes också sångerskan Adele. 